# Ялинник (лісовий заказник)
Яли́нник — лісовий заказник місцевого значення в Україні. Об'єкт розташований на території Шацького району Волинської області, ДП «Шацьке УДЛГ», Ростанське лісництво, квартал 39. 
Площа — 83 га, статус отриманий у 1998 році.
Охороняється ділянка заболоченого лісу віком близько 100 років, де зростають ялина європейська, сосна звичайна, вільха чорна. У трав'яному покриві трапляються лікарські рослини, у тому числі валеріана дводомна.